# Kydon (Bildhauer)
Kydon war angeblich ein griechischer Bildhauer des 5. Jahrhunderts v. Chr.
Erwähnt wird Kydon einzig bei Plinius, Naturalis historia, wo er als vierter von fünf Teilnehmern des Wettbewerbs für die Statuen der Amazonen in Ephesos genannt wird. Da dieser Bildhauer, der eigentlich als Teilnehmer an diesem Wettbewerb berühmt gewesen sein müsste, sonst nirgendwo in der antiken Literatur genannt wird, hat bereits die philologische und archäologische Forschung des 19. Jahrhunderts erkannt, dass es sich hierbei um ein Versehen des Plinius handelt. Kydon ist fälschlich vom Ethnikon des vor ihm genannten Bildhauers Kresilas, der aus Kydonia kam, zum Eigennamen geworden.